# Bargagli
Bargagli este o comună de 2744 locuitori, situată în provincia Genova, regiunea Liguria.

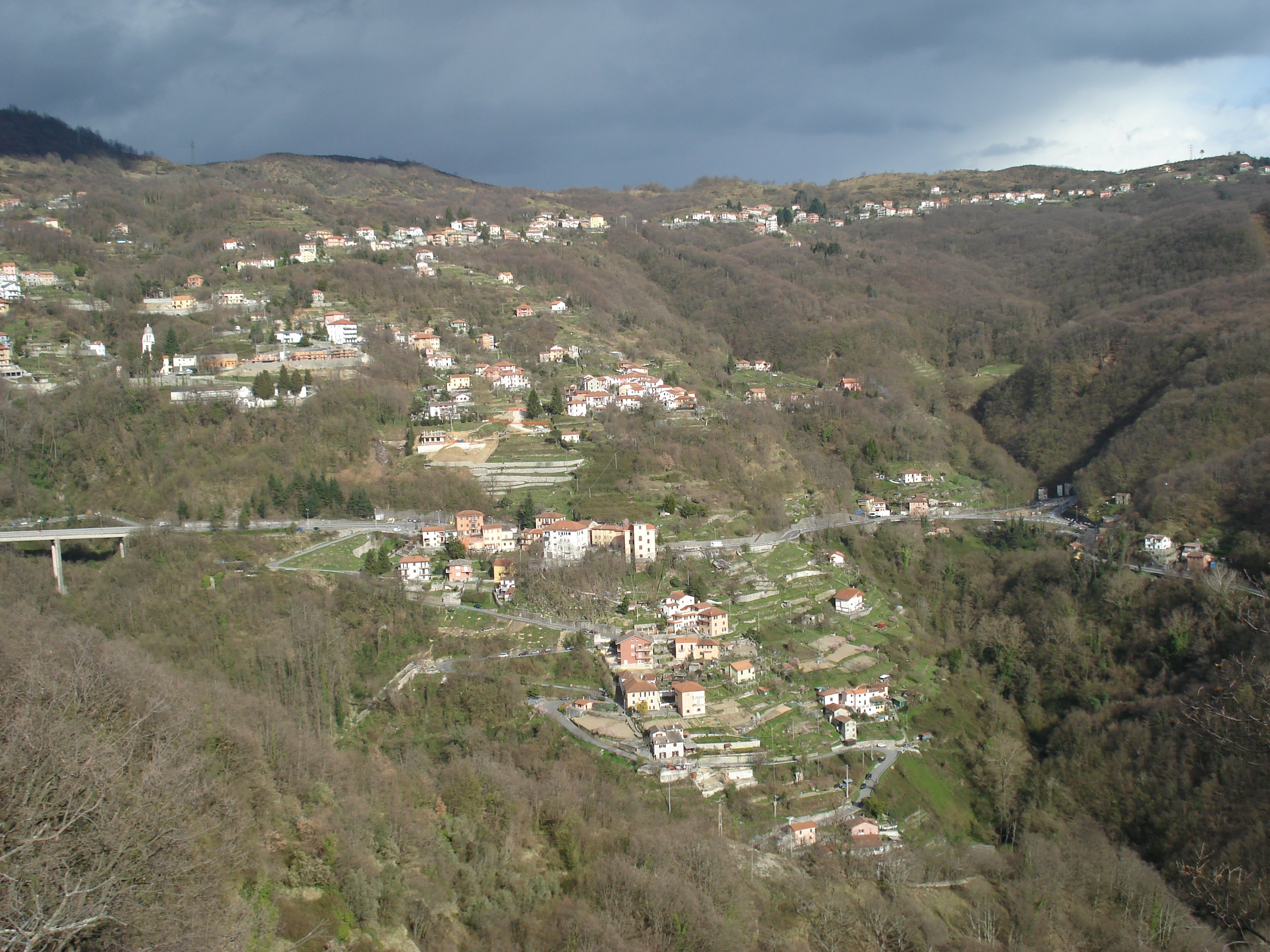
Bargagli

## Geografie
Comuna este situată în Valea Bisagno și este traversată de torentul cu același nume. Teritoriul său comunal, face parte de Comunitatea Montană Fontanabuona.
Punctul cel mai înalt esten Muntele Bragalla circa 900 m.
Teritoriul comunal este împărțit în 5 frazioni:Cisiano, Maxena, Terruso, Traso și Viganego ; din care fac parte și următoarele localități: La Presa, Trapena, Eo, Casa Comunale, Molino, Vaxe, Vigo, Cevasco, Miana, Ferretto, Mercato, San Lorenzo, Canova, Bragalla, Portiglia, Borgonuovo, Pian Serreto, Ospedale și Sant'Alberto.
Bargagli se învecinează cu următoarele comune : Davagna, Genova, Lumarzo și Sori.

## Istorie
Unele urme arhitectonice (poduri în special), fac să se creadă că localitatea are origini din epoca romană. Trei poduri se pot admira și în zilele noastre și se află în localitățile: Mulino, La Presa și Vaxe.
Prima atestare documentară a comunei este din anul 916 și se supune Republicii Genoveze sub teritoriul Podesteriei de Albaro și Bisagno. Din anul 1815 face parte de Regatul Sardiniei, așa cum a stabilit Congresul de la Viena din 1814, împreună cu alte comune din Republica Genovei. Din anul 1861 face parte de Regatul Italiei.

### Simboluri
Descrierea stemei: Edificiul religios, reprezintă Biserica Santa Maria Assunta. Deasupra sunt 5 stele ce reprezintă cele 5 frazioni. Stema oficială a fost aprobată de către Președintele Consiliului de Miniștri, cu Decretul nr. 3783 din 13 iulie 1987.

## Demografie
Bargagli - evoluția demografică

|  | Graficele sunt indisponibile din cauza unor probleme tehnice. Mai multe informații se găsesc la Phabricator și la wiki-ul MediaWiki. |

Date: Recensăminte sau birourile de statistică - grafică realizată de Wikipedia

## Atracții turistice
- Lăcașuri de cult
  - Biserica Santa Maria Assunta ,Bargagli (935).
  - Biserica San Giovanni Battista,Terrusso.
  - Biserica San Siro,Viganego.
  - Biserica Sant'Ambrogio,Traso.
  - Biserica della Visitazione di Maria Santissima,Cisiano.
  - Oratorio di San Fruttuoso,Bargagli (sec.XV).
- Presepe
  - Presepe nel bosco. Lângă Biserica San Siro - Viganego.

Presepe reprezintă scene cu nașterea lui Isus, construite în miniatură.

## Galerie fotografică

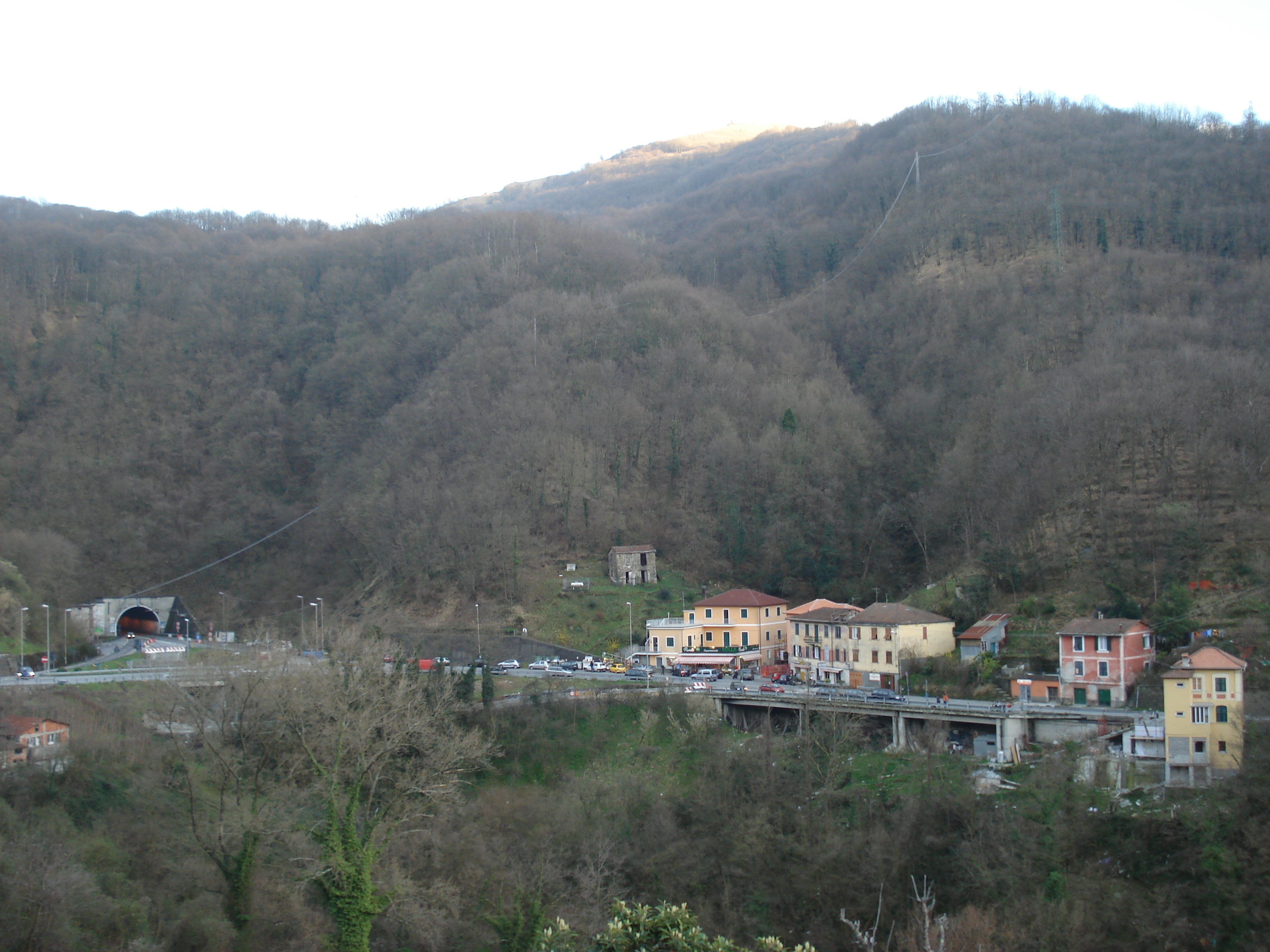
Bargagli
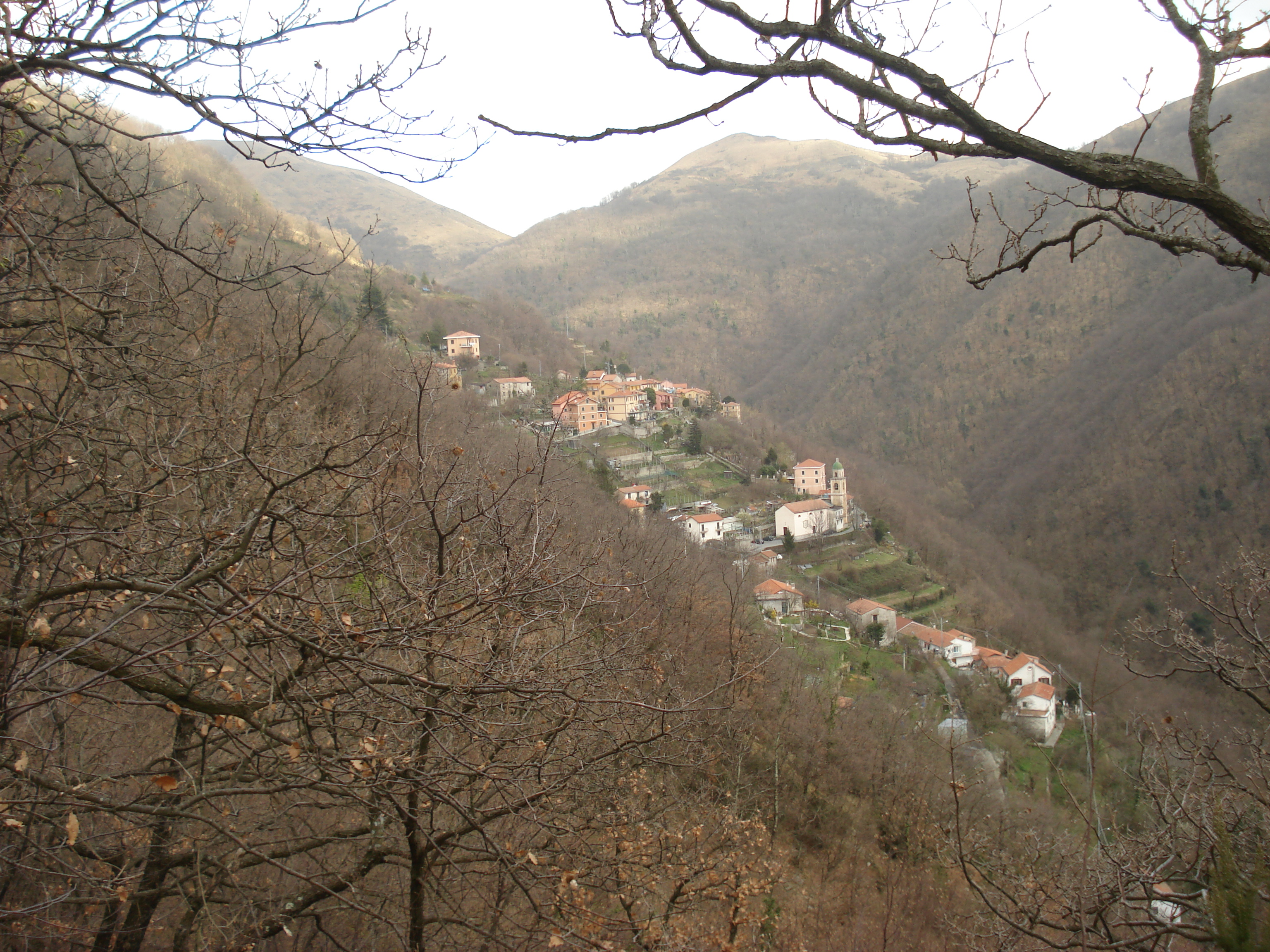
Cisiano
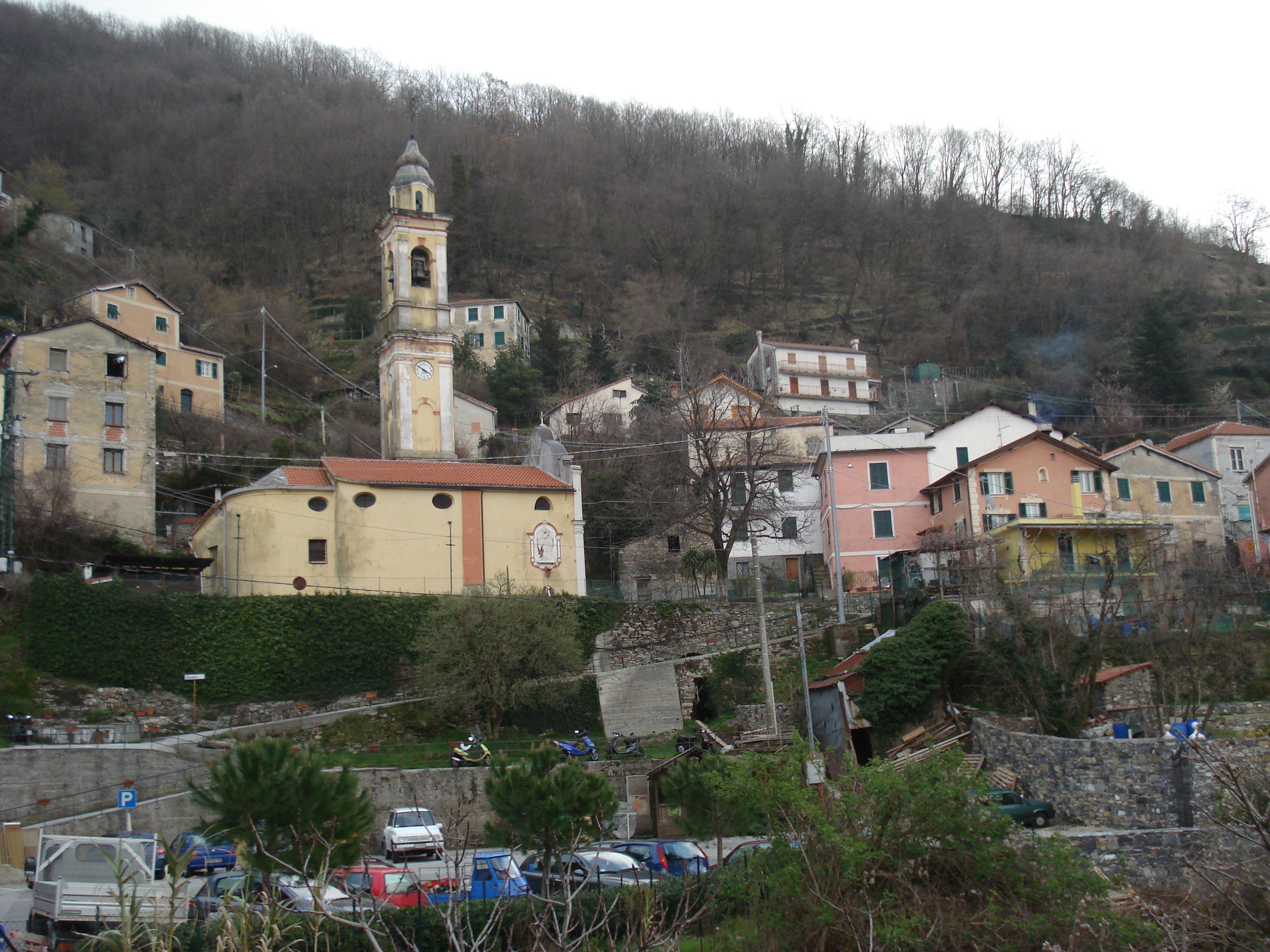
Terrusso
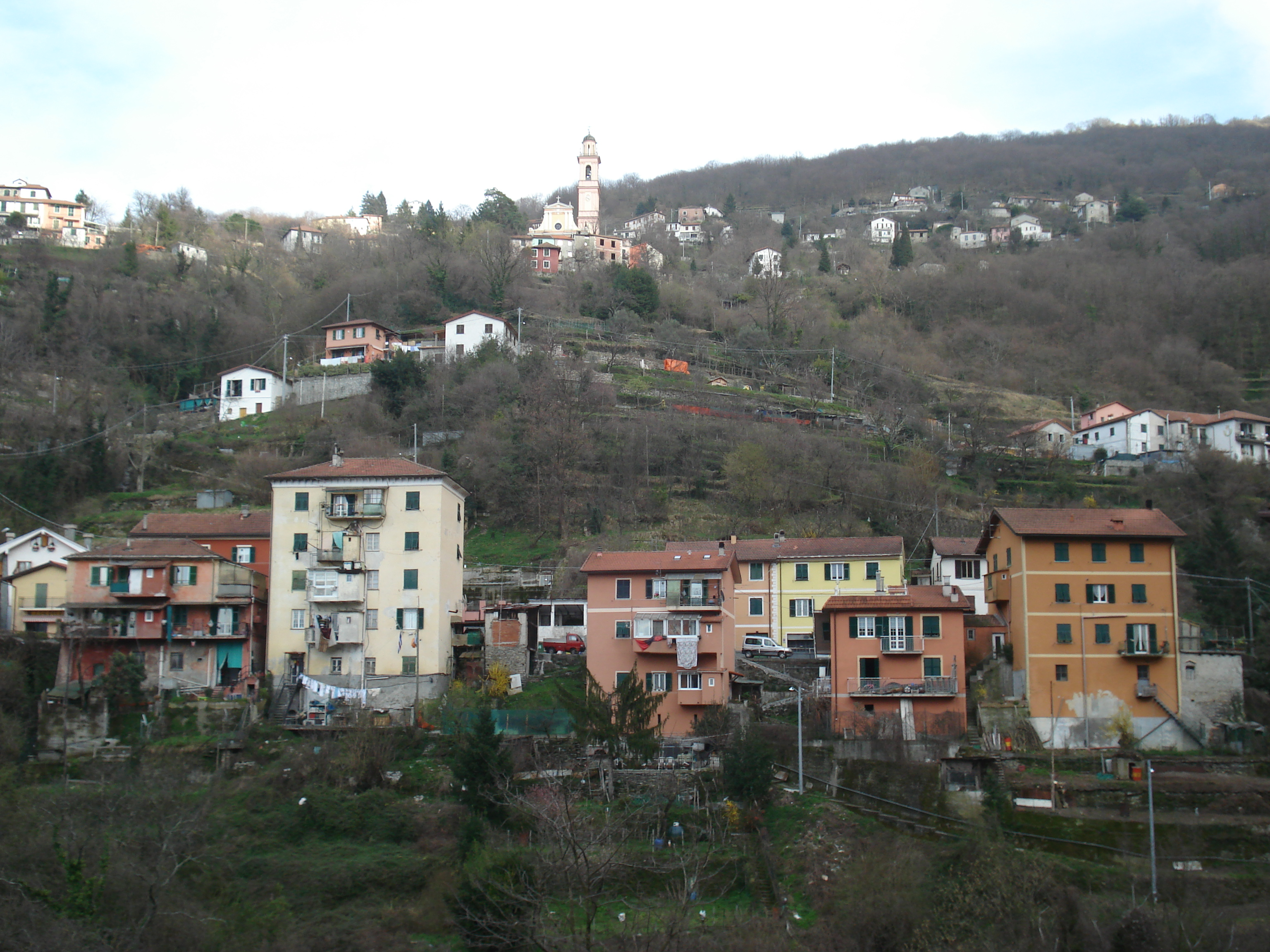
Traso
Viganego
Casa Comunale - Bargagli
Cinematograful din Bargagli
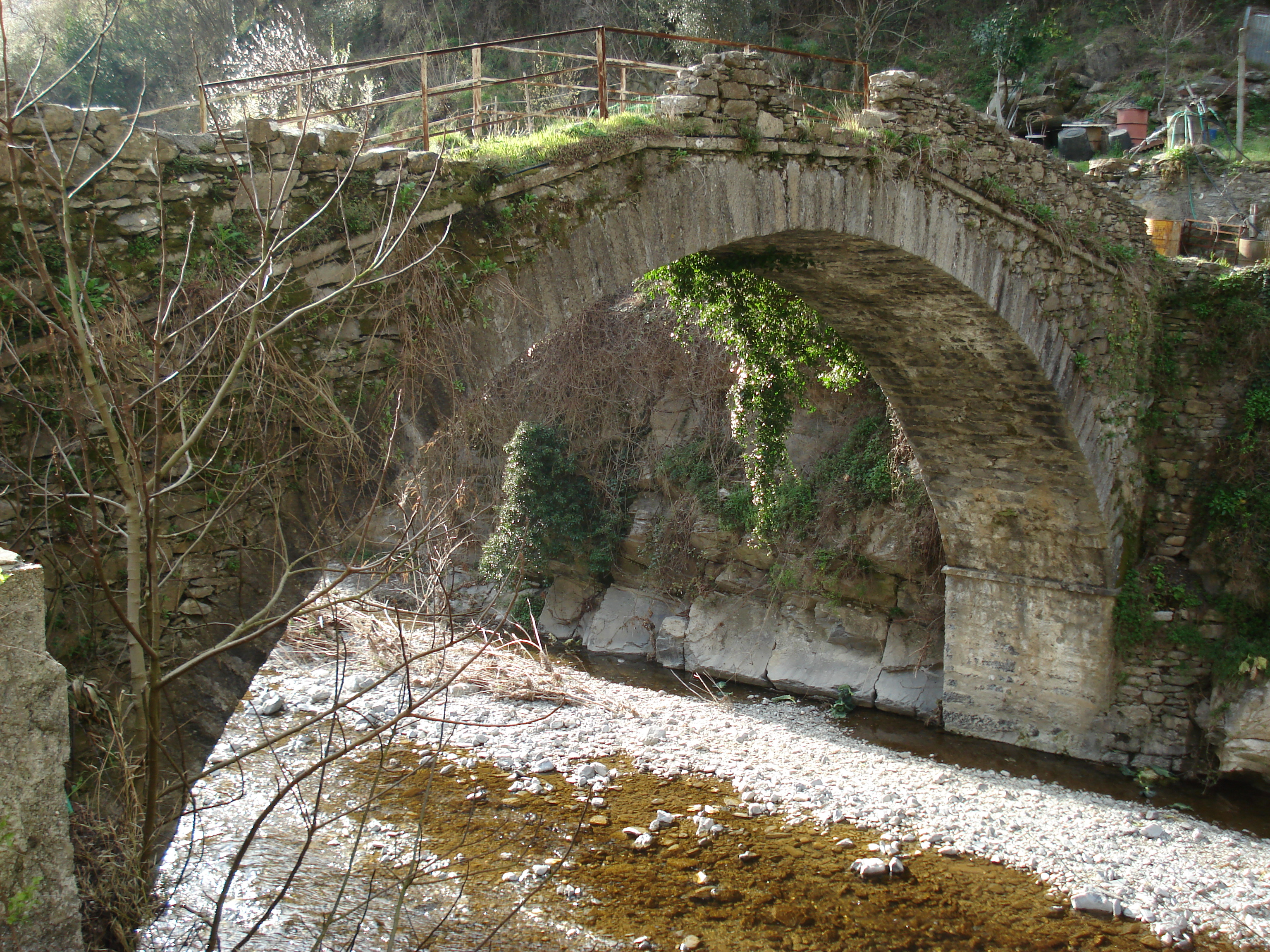
Podul roman - La Presa
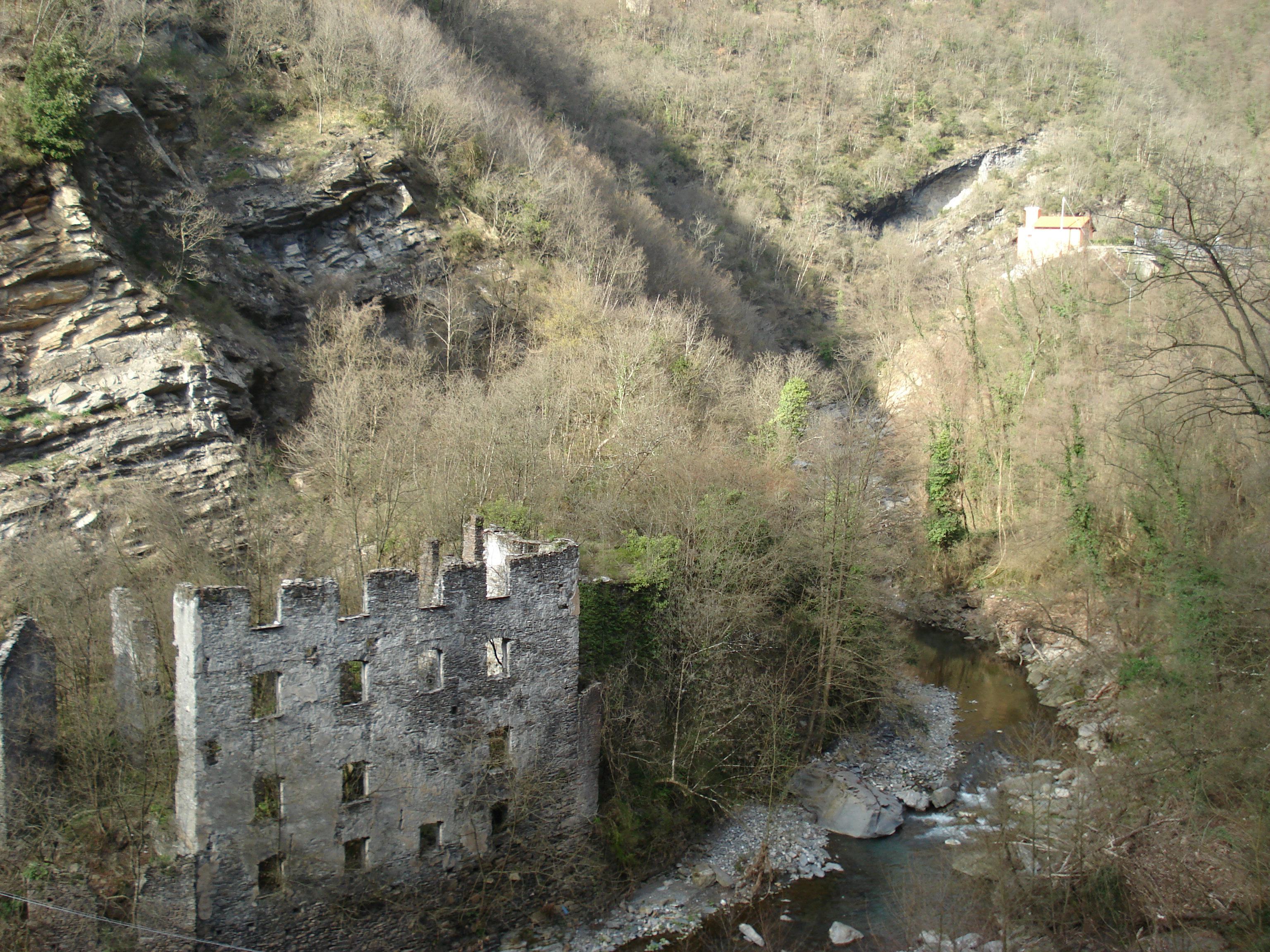
Torente Bisagno - La Presa
Biserica della Visitazione di Maria Santissima, Cisiano
Biserica San Giovanni Battista,Terrusso.
Biserica San Siro, Viganego
Biserica Sant'Ambrogio, Traso
Presepe nel bosco - Viganego
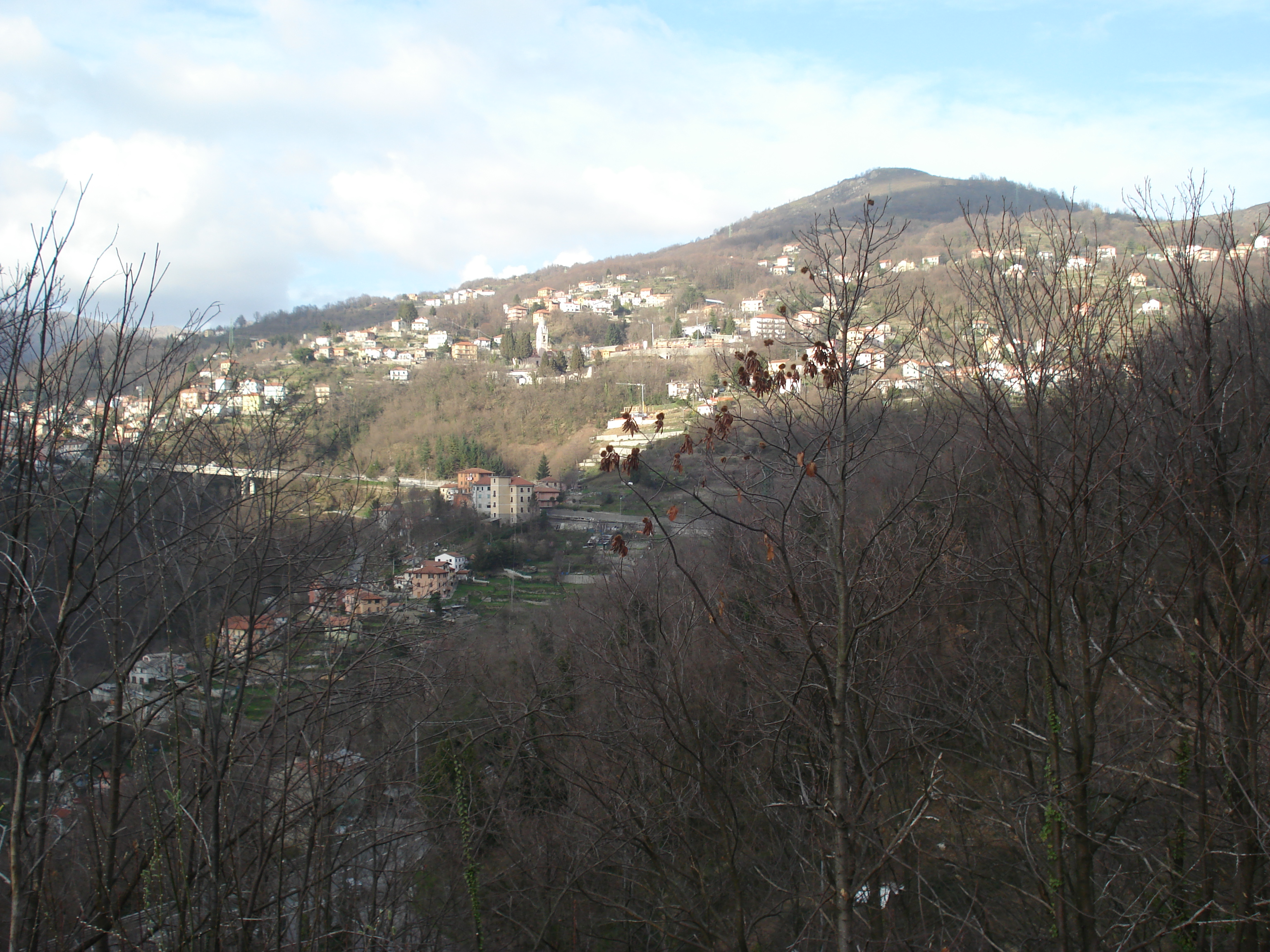
Bargagli